# وان عزیزه وان اسماعیل
وان عزیزه بنت وان اسماعیل (انگلیسی: Wan Azizah Wan Ismail؛ زادهٔ ۳ دسامبر ۱۹۵۲) سیاست‌مدار مالزیایی است که از مه ۲۰۱۸ به عنوان معاون نخست‌وزیر مالزی و از سال ۲۰۱۵ به عنوان نماینده مجلس از پرماتانگ پاو مشغول به کار است. او نخستین زنی است که به مقام معاونت نخست‌وزیر مالزی رسیده‌است. او همچنین هم‌اکنون رئیس پاکاتان هاراپان و نیز حزب عدالت مردم است و از کاجانگ به نمایندگی مجمع قانونگذاری ایالتی سلانگور برگزیده شده‌است.
وان عزیزه پیشتر نیز از سال ۱۹۹۹ تا ۲۰۰۸ از پرماتانگ پاو به عنوان نماینده مجلس برگزیده شده بود و از مارس تا ۳۱ ژوئیه ۲۰۰۸ و از مه ۲۰۱۵ تا مه ۲۰۱۸ رهبری اپوزیسیون را در دوان راکیات بر عهده داشت که در هر دو بار برای تسریع بازگشت همسرش انور ابراهیم به این منصب از آن کناره گرفت.